# Georges Anquetil

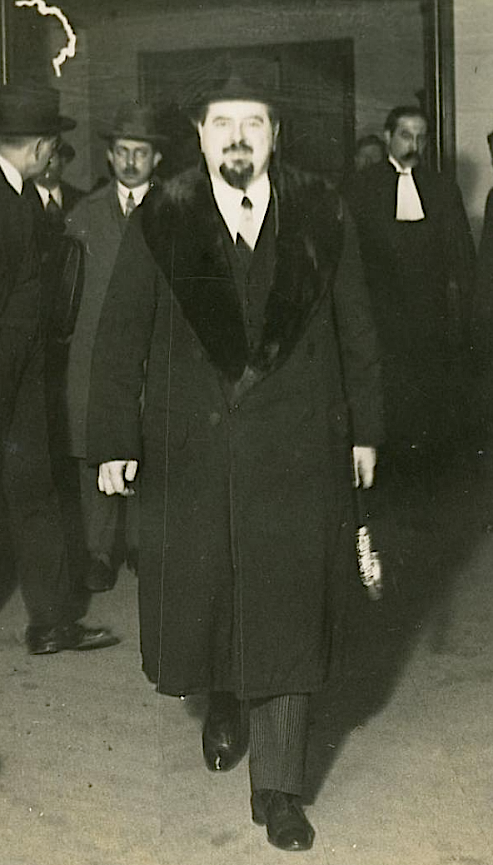
Georges Anquetil 1929

Jules-Georges Anquetil, genannt Georges-Anquetil (* 27. April 1888 in Limésy; † 1. März 1945 in KZ Buchenwald, Weimar), war ein französischer Rechtsanwalt, Journalist, Verleger und Medienunternehmer.

## Leben
Der Sohn eines Friedensrichters aus Saint-Denis (Seine) machte 1907 seinen Abschluss in Rechtswissenschaften und begann sofort mit der journalistischen Arbeit. Er galt als Anarchist, skrupelloser Opportunist und leidenschaftlicher Enthusiast, der unorthodoxe Methoden anwandte, um seine Ziele zu erreichen. Er begann eine Karriere als Anwalt am Berufungsgericht in Paris, während er ab 1907 unter dem Namen „Georges Denfer“ polemische Artikel verfasste. Unter seinem eigenen Namen begann er eine Karriere als Journalist, zunächst für Le Soir, dann startete er eine Zeitschrift namens Conferencia (Oktober 1908) und übernahm schließlich Le Courrier français, die er im April 1914 zusammen mit Marcel Hervieu und Gaston Picard kurzzeitig wiederbelebte, nachdem ihm die Zulassung als Anwalt entzogen worden war.
Mit dem Eintritt in den Ersten Weltkrieg organisierte er verschiedene Wohltätigkeitsgalas, um Geld für die Armeen zu sammeln. Nachdem er 1917 aus dem Militärdienst entlassen worden war, versuchte er, die Herausgabe des Courrier français fortzusetzen, was ihm jedoch nicht gelang: Später wurde er bis 1920/21 als Eigentümer des Titels gemeldet und versuchte zwischenzeitlich erneut, ihn anhand alter Ausgaben wiederzubeleben, jedoch ohne die Zustimmung der Zeichner, deren Werke er neu druckte: Insbesondere mit Adolphe Willette geriet er in Streit. 1918 begann er mit der Herausgabe von antideutschen Postkarten, die er unter dem Label „Éditions aux Alliés“ selbst verlegte.
Zwischen 1919 und 1929 war Anquetil in der Politik, im Verlagswesen und vor allem in der Presse tätig. Er versuchte, zahlreiche Zeitungen zu gründen und konzentrierte sich auf politische Satire, mit der er seiner Meinung nach allgegenwärtige Korruption anprangern wollte. Er wurde mehrfach wegen Verleumdung verklagt. Zunächst machte er sich zum Sprecher eines revolutionären Kommunismus auf der Linie der Revolution von 1917: Er war nacheinander für politisch linksradikale Blätter wie Le Bolcheviste, Les Soviets, Le Titre censuré (11 Ausgaben, 1919), La Rafale (1920, eine einzige Ausgabe) und La Garde rouge verantwortlich.
Danach leitete er L’Assiette au beurre, die ab November 1921 monatlich erschien, aber einen schwierigen Start hatte. Nach vier Lieferungen, die er unter anderem von Georges d’Ostoya und Rudolf Placek illustrieren ließ, wurde der Titel eingestellt, bevor er im Oktober 1923 mit nur zwei Ausgaben wieder aufgenommen wurde und schließlich als literarische Beilage von Le Merle blanc (1925–1927), der von Eugène Merle gegründeten Zeitung, endete.
Im Juli 1921 startete er ein neues monatliches Satiremagazin, Le Grand Guignol pamphlétaire illustré, das fast acht Jahre lang lief, von Hachette vertrieben wurde und wohl sein beständigster Titel war. Anquetil musste ihn im Februar 1922 wegen eines Prozesses unterbrechen, setzte ihn dann unter dem Titel Le Grand Guignol enchaîné fort und schließlich im Dezember des folgenden Jahres in einer zweimonatlichen Form unter seinem ersten Titel mit bis zu 220 Seiten.
Nachdem er 1919 bei den Wahlen zum Pariser Stadtrat unterlegen war, kandidierte Georges Anquetil 1928 bei den Parlamentswahlen in Guyana für die Galmotisten, doch die Lokalpresse enthüllte sein Strafregister: Er war 1922 und 1926 wegen verschiedener Vergehen (Erpressung, Beleidigung, Verleumdung) zu Gefängnisstrafen und Geldbußen verurteilt worden.
Nach einem ersten Essay, in dem er die Absurdität der Monogamie anprangerte, was ihm einen Erfolg in den Buchhandlungen, den Ruf eines unmoralischen Autors und vor allem ein hohes Einkommen einbrachte, veröffentlichte er 1925 den dekadenten Roman Satan conduit le bal (Satan führt den Ball an), einen „pamphletistischen und philosophischen Roman über die Sitten der Zeit“, wie der Untertitel besagt, der zwischen Antizipation, Denunziation und Mystizismus angesiedelt ist und erneut ein großer Erfolg wurde. Anquetil verlegte sich selbst in einem Haus namens Paris-Édition oder Éditions Georges-Anquetil in der Rue Boudreau 15, wo er unter anderem eine umfangreiche Enzyklopädie über die okkulten Wissenschaften und einige erotische Schriften wie L’Art d’aimer en Orient (1924) veröffentlichte. Die Adresse seines Verlagshauses findet sich 1927 unter 39 Boulevard Berthier.

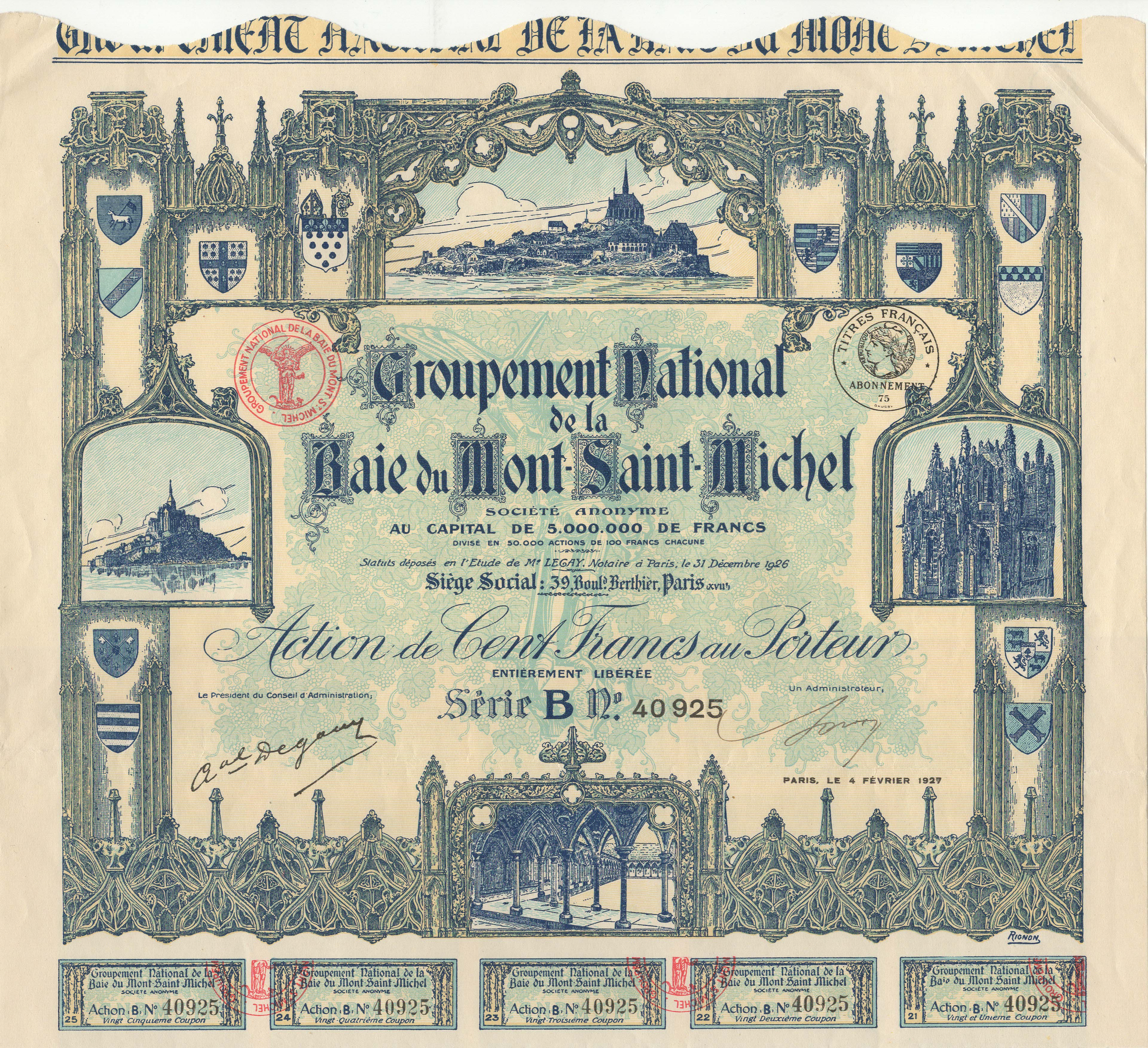
Aktie der Groupement National de la Baie du Mont-Saint-Michel S. A. vom 4. Februar 1927

Im Januar 1927 war er Geschäftsführer der Gesellschaft Groupement national de la Baie du Mont-Saint-Michel, an der auch der Sportfunktionär Gaston Vidal beteiligt war und die Aktien im Wert von 5 Millionen Francs an der Börse ausgab und deren Ziel es war, die Insel Tombelaine als Badeort zu fördern. Der Konkurs erfolgt 1933.

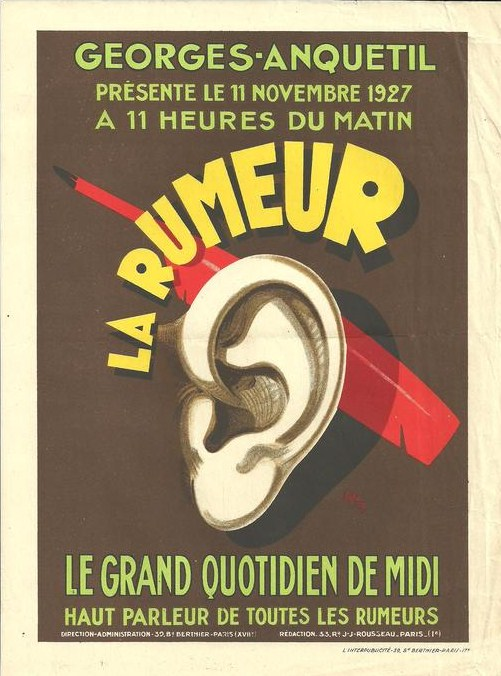
La Rumeur Anquetil

Vor der Oustric- und der Stavitsky-Affäre war er Direktor von La Rumeur, einer großen Mittagszeitung (1927–1932), in der er gerne die Namen kompromittierter Persönlichkeiten öffentlich machte, was ihm weitere Verfolgungen einbrachte. Nach einer Denunziation im Zusammenhang mit der Hanau-Affäre verbrachte er 1929 einen weiteren Gefängnisaufenthalt, während dessen er das kuriose Buchobjekt L’Homme et la marionnette ou la revanche du pantin (Der Mensch und die Marionette oder die Rache des Hampelmanns) entwarf. Als der Krieg ausbrach, griff Anquetil entschieden die Pro-Hitler-Bewegung an, was wahrscheinlich dazu führte, dass er nach dem Juni 1940 als Aktivist gesucht wurde.
Als Flüchtling im Südwesten wurde er im August 1944 verhaftet und als politischer Gegner in das Lager Buchenwald deportiert, wo er in Block 60 untergebracht wurde; er starb dort am 1. März 1945, einige Wochen vor der Ankunft der Alliierten.
Dem Historiker Dominique Kalifa zufolge war Georges-Anquetil jedoch „ein berühmter Erpresser und Informant, der einen sehr breiten Zugang zu heute verschwundenen Polizeiakten hatte ... Zu diesen Erpressungsorganen gehörte auch Le Grand Guignol dessen politische Linie hingegen viel weniger fassbar erscheint“.

## Werke
- Contre le défaitisme, Humoristische Postkarten, éd. Aux Alliés, 1917–1918, fonds BNF.
- La Maîtresse légitime, essai sur le mariage polygamique de demain, Vorwort Victor Margueritte éditions Georges Anquetil, 1923.[20]
  - Ehen zu dritt, deutsche Ausgabe 1928, verfilmt als Ehe in Not.
- Satan conduit le bal, pamphletischer & philosophischer Roman über die Sitten der Zeit, éditions Georges Anquetil, 1925; mehrere Auflagen.
- L’Amant légitime ou la bourgeoise libertine : Code d'amour du XXe siècle basé sur l’égale liberté des deux époux, mit Jane de Magny, éditions Georges-Anquetil, 1926.
- Le Reliquaire de la mort, Eugène Figuière, 1927.
- Le Bal sur le Volcan – Moeurs de vacances 1927, éditions Georges-Anquetil, 1927.[21]
- Dictionnaire de l’amour, Les éditions G. Anquetil, 1927; mehrere Auflagen.
- Vertige, Paris-Édition, 1927.
- L’Homme et la marionnette ou la revanche du pantin, Éditions du Roseau, 1930 (Buch in Fächerform).
- Le Mariage à l’essai, Éditions de l'Avenir, 1930.
- Hitler conduit le bal, Éditions de Lutèce, 1939.
- L’Anti-Nostradamus ou vrais et faux prophètes. Réflexions à la veille et au début de la 2e Guerre, Éditions de la Maison des écrivains, 1940.